# Kepler-299c
Kepler-299c es un planeta extrasolar que forma parte de un sistema planetario formado por al menos cuatro planetas. Orbita la estrella denominada Kepler-299. Fue descubierto en el año 2014 por la sonda Kepler por medio de tránsito astronómico.